# José de Souza
José de Souza, född 22 januari 1963, är en friidrottare från Benin. Han deltog vid olympiska sommarspelen 1988.